# Mimapomecyna
Mimapomecyna is een kevergeslacht uit de familie van de boktorren (Cerambycidae). De wetenschappelijke naam van het geslacht werd voor het eerst geldig gepubliceerd in 1957 door Breuning.

## Soorten
Mimapomecyna omvat de volgende soorten:
- Mimapomecyna biplagiatipennis Breuning, 1961
- Mimapomecyna flavostictica Breuning, 1957